# НААЛЕ

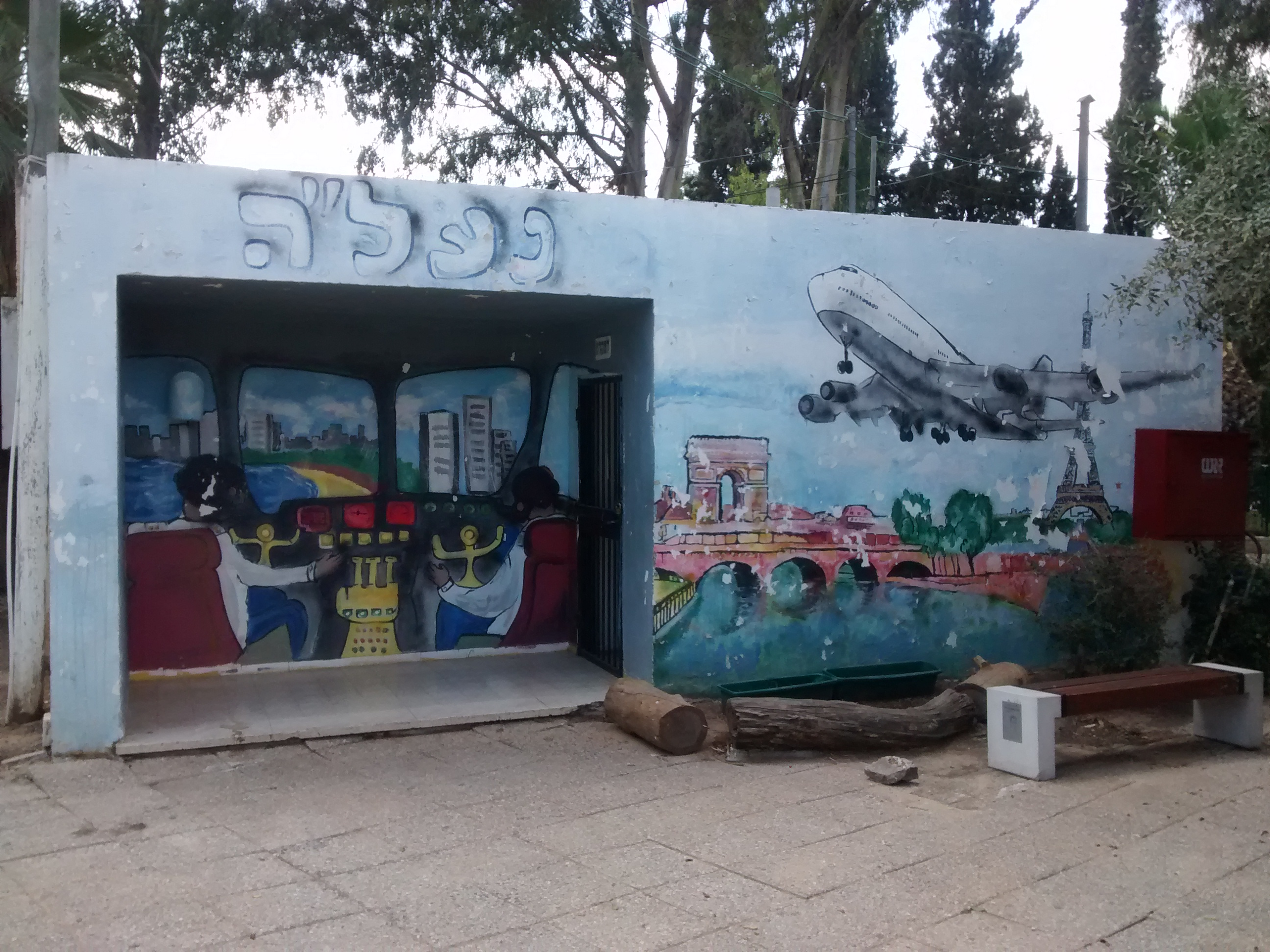
НААЛЕ

Программа «НААЛЕ́ 16»  (ивр. נעל"ה‎) — аббревиатура ивр. נוער עולה לפני ההורים‎ («Ноар Оле Лифней ха-hорим»), что означает «Молодёжь репатриируется раньше родителей» или «Подростки репатриируются раньше родителей»; слово «наале́» (נעלה) переводится как «взойдём». Программа предоставляет школьникам, имеющим право на репатриацию, возможность завершить в Израиле среднее образование и получить израильский аттестат зрелости. Программа полностью финансируется Государством Израиль и Еврейским агентством (Сохнут).
За время существования программы НААЛЕ более 15 000 подростков, приехавших в Израиль без родителей, успешно завершили своё среднее образование.

## Общие сведения
В 1992—1993 учебном году Министерство просвещения по инициативе израильского правительства приступило к осуществлению проекта НААЛЕ. Поводом для проведения проекта послужили многочисленные обращения родителей, проживавших в странах СНГ, о желании послать своих детей в Израиль на обучение в старших классах.
К началу 1994—1995 учебного года правительство Израиля приняло решение передать управление программой НААЛЕ в ведение «Еврейского агентства» и организации «Алият ха-Ноар».
В конце 1995 года глава правительства Ицхак Рабин за несколько дней до своей гибели распорядился о возвращении управления программой Министерству просвещения.
В настоящее время программа НААЛЕ осуществляется «Ассоциацией по развитию образования в Израиле» («Агуда ле кидум а-хинух») — общественной ассоциацией, основанной по инициативе Министерства просвещения.
Главное Управление НААЛЕ, состоит из следующих отделов:
- отдел по воспитанию и распределению,
- отдел по работе за рубежом (СНГ и Восточная Европа / Латинская Америка / Франция / англоязычные страны),
- медицинское отделение,
- административная часть
- отдел по интеграции выпускников.

Главное Управление НААЛЕ проводит приём школьников и оказывает профессиональную поддержку учебным заведениям, учащимся и родителям.
Реклама программы и приглашение кандидатов на тестирование осуществляются сотрудниками «Еврейского агентства». В ведении этой организации также находится подготовка детей к прибытию в Израиль и их доставка, а также связь с родителями на родине.